# Bernoud
Bernoud est un hameau de la commune française de Civrieux dans le département de l'Ain.

## Histoire
Bernoud était un hameau du Franc-Lyonnais, dépendant d'abord de Massieux puis de Civrieux.